# Mannried
Mannried est une localité suisse du canton de Berne située dans l'arrondissement administratif du Haut-Simmental-Gessenay. Elle est englobée dans la commune de Zweisimmen et sa langue officielle est l'allemand.